# Tricologia
La tricologia è la branca della dermatologia che studia l'anatomia, la fisiologia e la patologia dei capelli e dei peli.

## Descrizione
La tricologia può essere utilizzata nel campo della medicina legale, in quanto dalla rilevazione delle caratteristiche dei capelli è possibile ricavare informazioni quali l'età e il peso del loro possessore.
La tricologia è stata per anni fonte di forti contrapposizioni. Prima da quei soggetti che la volevano come scienza medica e poi da altri che invece la praticavano forti dell'esperienza pluriennale nel settore. I testi e le pubblicazioni sulla tricologia sono reperibili sin a partire dagli anni '50 e '60, successivamente sono stati sviluppati da luminari della dermatologia fino ai giorni nostri. Secondo le informazioni disponibili, è possibile considerare la tricologia una branca della medicina poco conosciuta anche da medici specialisti.
Dall'anno accademico 2008/09, presso l'Università degli Studi di Firenze, è attivo il corso di Master in Scienze tricologiche. Il titolo di studio è l'unico al mondo con valore legale. Il Master è aperto ai laureati in Medicina, Farmacia, Biologia, Biotecnologie.